# Voley Playa Madrid 2015-2016 (maschile)
Questa voce raccoglie le informazioni riguardanti il Voley Playa Madrid nelle competizioni ufficiali della stagione 2015-2016.

## Organigramma societario
Area direttiva
- Presidente: Paula Pascual

Area tecnica
- Allenatore: Aitor Barreros
- Allenatore in seconda: Carlos Tudela

## Rosa
| N° | Nome               | Ruolo | Data di nascita  | Nazionalità sportiva |
| -- | ------------------ | ----- | ---------------- | -------------------- |
| 1  | Sergio Rey         | S     | 22 aprile 1992   | Spagna               |
| 2  | Ivan Vlasev        | C     | 16 novembre 1984 | Bulgaria             |
| 3  | Eduardo Sánchez    | P     | 16 dicembre 1974 | Spagna               |
| 4  | Luis Augusto Díaz  | S     | 20 agosto 1983   | Venezuela            |
| 5  | Blagovest Petrov   | S     | 4 febbraio 1985  | Bulgaria             |
| 6  | Javier Jiménez     | C     | 9 dicembre 1982  | Spagna               |
| 7  | Adrián Rodríguez   | S     | 13 luglio 1988   | Spagna               |
| 8  | Pablo de las Casas | S     | 18 febbraio 1992 | Spagna               |
| 9  | Fernando Román     | S/O   | 6 maggio 1976    | Spagna               |
| 10 | Semidán Deniz      | S/O   | 17 marzo 1982    | Spagna               |
| 11 | Javier Yagüe       | S/O   | 3 settembre 1990 | Spagna               |
| 12 | José Ángel Parada  | P     | 20 luglio 1993   | Spagna               |
| 13 | Sergio Figueroa    | C     | 28 agosto 1983   | Spagna               |
| 14 | Carlos Baos        | S     | 13 febbraio 1991 | Spagna               |
| 15 | Diego Mahia        | L     | 20 aprile 1989   | Spagna               |
| 17 | Kefrén Bravo       | L     | 8 settembre 1989 | Spagna               |
| 18 | Juan Villaescusa   | C     | 29 luglio 1990   | Spagna               |